# Millard Meiss
Pour les articles homonymes, voir Meiss.
Millard Meiss, né le 25 mars 1904 à Cincinnati dans l'Ohio et mort le 12 juin 1975 à Princeton dans le New Jersey, est un historien américain spécialiste de l'art de la fin du Moyen Âge et du début de la Renaissance. 

## Biographie
Il étudie l'architecture à l'université de Princeton où il sort diplômé en 1926. Il travaille comme superviseur de la construction à New York afin de financer ses études sur l'histoire de l'art à l'école doctorale à l'université Harvard en 1928. Il se marie et déménage afin de poursuivre ses études du Moyen Âge et de la peinture de la Renaissance à l'université de New-York. Son mémoire de maîtrise traite de Walter Friedlaender et est publié dans The Art Bulletin en 1931. Il obtient son doctorat en 1933 avec une thèse sur Francesco Traini. 
Il accepte une chaire à l'Université Columbia en 1934. Entre 1940 et 1942, il est le rédacteur en chef du Bulletin of art et par la suite administrateur honoraire du Museum of Modern Art de New York. Après la Seconde Guerre mondiale, il préside le Comité américain pour la restauration des monuments italiens. 
En 1951, il publie son premier livre La Peinture à Florence et à Sienne après la peste noire, un ouvrage novateur où il intègre l'histoire sociale. En 1953 il passe de Columbia à Harvard comme professeur d'histoire de l'art et conservateur des peintures du Fogg Art Museum. En 1958 il quitte Harvard pour être professeur d'histoire de l'art à l'Institut for Advanced Study de Princeton. En 1962, il publie, avec  Leonetto Tintori, un ouvrage sur Assise qui recourt de façon originale aux analyses techniques matérielles. En 1966, les inondations de Florence l'amènent à présider le Comité de sauvetage de l'art italien, dont la mission est de restaurer les fresques et les bâtiments endommagés. 
Dans les années 1960, sa compétence s'étend à l'étude de manuscrits, et il entame une étude de la peinture française au temps de Jean de Berry.
Sa réputation de savant lui permet d'entrer à l'American Academy of Arts, l'American Philosophical Society, et à la British Academy, ainsi que dans plusieurs sociétés savantes françaises et italiennes. En 1974, Meiss tombe malade et on lui découvre une maladie en phase terminale. Il démissionne de Princeton et meurt chez lui, entouré de sa famille et de ses livres. Ses documents font partie des Archives of American Art.

## Publications
- Thèse de maîtrise : Ugolino Lorenzetti. New York University, 1930, published under the same title, Art Bulletin 13 (September 1931): 376-97.
- Dissertation : Le problème de Francesco Traini (Italy). New York University, 1933, published, Art Bulletin 15 (June 1933) : 96-173.
- Essais : Le choix des peintres : Problèmes dans l'interprétation de l'art de la Renaissance. New York: Harper & Row, 1976.
- La Vierge de l'humilité. Art Bulletin 18 (1936): 435-64.
- Italian style in Catalonia and a fourtheenth century catalan workshop, 1941.
- Forme et Symbole dans certaines peintures du quinzième siècle. Art Bulletin 27 (1945): 175 -- 81.
- La Peinture à Florence et à Sienne après la peste noire, Princeton, Princeton University Press, 1951. 
  - réédition remaniée en français chez Hazan, préface de Georges Didi-Huberman, 2013  (ISBN 978-2-754-10640-5)
- Sans la guerre, l'art italien : une exposition parrainée par l'American Comité de restauration de monuments italien. sl: sn, 1940s.
- Giotto et Assise. New York: New York University Press, 1960.
- Andrea Mantegna comme enlumineur : un épisode dans l'art de la Renaissance, l'humanisme, et de diplomatie. New York: Columbia University Press, 1957.
- Giovanni Bellini Saint-François dans la Collection Frick. Princeton: Frick Collection/Princeton University Press, 1964.
- Jan van Eyck et la Renaissance italienne. Actes du dix-huitième Congrès international d'histoire de l'art.  p. 58-69; and Tintori, Leonetto.
- La peinture de la vie de saint François d'Assise. New York: New York University Press, 1962.
- La Peinture française à l'époque de Jean de Berry (série) Volume I: The Late XIVe siècle et le patronage du Duc. New York, 1967; volume II: La Boucicaut Master. 1969, volume III: Le Limbourg et de leurs contemporains. 1974.
- Retable de Piero della Francesca : la reconstruction du retable de l'église San Agostino à Borgo San Sepolcro. Art Bulletin 23 (mars 1941): 53-68.
- Piero della Francesca, retable de Montefeltro. Art Bulletin 48 (juin 1966): 203-6.